# تحصي دقيق صفراوي
يشير التحصي الدقيق الصفراوي إلى تكوين حصيات صفراوية صغيرة يقل قطرها عن 3 مم في القناة الصفراوية أو المرارة.
وقد تم اقتراحه كسبب لمتلازمة ما بعد استئصال المرارة، أو PCS، والتي تشمل أعراضها ما يلي:
اضطراب المعدة والغثيان والقيء.
الغازات والانتفاخ والإسهال.
ألم مستمر في الجزء العلوي الأيمن من البطن.

## التشخيص
قد يكون من الممكن اكتشاف التحصي الدقيق الصفراوي عن طريق الموجات فوق الصوتية باستخدام بروتوكول الموجات فوق الصوتية لدوران المريض السريع. أو تحليل الحمأة الصفراوية التي تم الحصول عليها من خلال تصوير البنكرياس والأقنية الصفراوية بالتنظير الباطني بالطريق الراجع(ERCP)

## العلاج
يمكن استخدام حمض أورسوديوكسيكوليك عن طريق الفم لإذابة هذه البلورات.